# Alicianella quadrimaculata
Alicianella quadrimaculata là một loài bọ cánh cứng trong họ Cerambycidae.